# Lola 8
Lola 8 naziv je za srbijansko kućno računalo koje je razvila tvrtka Ivo Lola Ribar iz Železnika (Beograd), inače tvrtka koja se bavila izradom alata, strojeva te numeričkih strojeva.  
Računalo je razvijano tijekom 1983. i 1984 godine, a autor hardvera je Radovan Novaković, a softver je napisala Nela Radovanović. Osnovna građa ovog kućnog računala bile su komponente koje su bile korištene u CNC (računalno vođenim strojevima). Po vanjštini sličio je na Sinclar ZX 81, ali s pravom tipkovnicom, imao je ugrađeni BASIC, te rubni spojnik za proširenje, izlaz je bio na televiziji. Ovo računalo nikada nije bilo u širokoj prodaji, iako je tvrtka najavila da će to učiniti 1985. Lola 8 koristio se većinom za ugradnju u CNC strojevima.  
Godine 1985. počela je proizvodnja modela 8a. U odnosu na osnovnu verziju, imala je klasičnu QWERTY tipkovnicu, procesor Intel 8085A na 4,9 MHz, 24 KB ROM-a i 16 ili 32 KB RAMa. Razlučivost grafike bila je 320×300 točaka, a softver je unaprijeđen, ali nekompatibilan s izvornim modelom. Proizvedeno je oko 2000 primjeraka koji su isporučeni školama, srednjim vojnim školama i vojnim akademijama.

## Tehnička svojstva
Tehnička svojstva računala Lola 8 su:
- mikroprocesor: Intel 8085 / 5 MHz
- RAM: 6 KB (osnovna verzija, proširivo do 38 KB)
- ROM: 12 KB (proširivo do 16 KB) s ugrađenim BASIC interpreterom
- tipkovnica: alfanumerička, 48 tipki
- zaslon: monokromatski, grafika 75×80 točaka, tekst 40×25 znakova
- zvuk: 3 kanala, 8 oktava
- proširenje: 64 pinski EURO priključak